# Teorema da transformada inversa de Fourier
Na matemática, o teorema inverso de Fourier diz que, para muitos tipos de funções, é possível recuperar uma função a partir de sua transformada de Fourier. Intuitivamente, pode ser visto como a prova de que se sabemos frequência e fase de uma onda, podemos reconstruir sua onda original com precisão.
O teorema diz que se temos uma função {\displaystyle } satisfazendo certas condições, e usarmos a convenção para a transformada de Fourier de que
{\displaystyle }
{\displaystyle }
Em outras palavras, o teorema diz que 
{\displaystyle }
Esta última equação é chamado o teorema integral de Fourier.
Outra forma de enunciar o teorema é notar que, se R é o operador de giro i.e. Rf(x):=f(−x), então 
{\displaystyle }
O teorema é válido quando ambos f e a sua transformada de Fourier, são absolutamente integráveis (no sentido de Lebesgue) e f é contínua no ponto x. No entanto, mesmo sob condições mais genéricas do teorema da inversa de Fourier ele ainda funciona. Nestes casos, as integrais acima talvez não façam sentido, ou o teorema pode manter por quase todos os x , ao invés do que para todos os x.

## Prova
Nesta seção, vamos definir que f é integrável e contínua. Use a convenção para a transformada de Fourier, que 
{\displaystyle }
Além disso, assumimos que a transformada de Fourier também é integrável.

### Inversa de Fourier como uma integral
A prova mais comum para o teorema da transformada inversa de Fourier é provar a transformada inversa como uma integral. Para qualquer função integrável g e todo x∈ℝn definir
{\displaystyle }
Em seguida, para todo x∈ℝn temos
{\displaystyle }

### Teorema integral de Fourier
O teorema pode ser reescrito como 
{\displaystyle }
Se f  for avaliada real, em seguida, tomando a parte real de cada lado acima obtemos 
{\displaystyle }

### Transformada inversa em termos do operador de giro
Para qualquer função g definir o operador de giro R por
{\displaystyle }
Então podemos definir
{\displaystyle }
É imediata a partir da definição da transformada de Fourier, e pelo operador de giro que tanto {\displaystyle } e {\displaystyle } coincidem com a definição de integral {\displaystyle }e , em particular, são iguais entre si e satisfazem {\displaystyle }.
Note-se também que, desde que{\displaystyle } nós temos {\displaystyle } e
{\displaystyle }

### Inversão de dois lados
A forma do teorema de Fourier mencionada acima, é também comum como
{\displaystyle }
Em outras palavras, {\displaystyle } é uma inversão esquerda para a transformação de Fourier. No entanto, ele é também uma inversão direita para a transformada de Fourier, por exemplo:
{\displaystyle }
Desde  que {\displaystyle } seja tão semelhante a {\displaystyle }, isso segue facilmente o teorema da inversa de Fourier  (mudança de variáveis ζ:=−ξ):
{\displaystyle }
Alternativamente, isto pode ser visto a partir da relação entre {\displaystyle }  o operador de giro e a associatividade ' a da composição de funções , desde que
{\displaystyle }

## Condições da função
Quando pensamos em física e engenharia, o teorema inverso de Fourier, é muitas vezes usado sob a suposição de que tudo "funciona bem". Em matemática, argumentos tão heurísticos não são aceitos, e o teorema inverso de Fourier inclui uma especificação explícita de que classe de funções está sendo permitido. No entanto, não exista a "melhor" classe de funções para considerar tão diversas variantes do teorema inverso de Fourier com conclusões plausíveis.

### Funções Schwartz
O teorema inverso de Fourier vale para todas as funções Schwartz (grosseiramente falando, funções suaves que decaem rapidamente e cujas derivadas também tem decadência rápida). Esta condição tem a vantagem de que é uma prova direta e simples sobre a função (em oposição à imposição de uma condição a sua transformada de Fourier), e a integral que define a transformada de Fourier e sua inversa são absolutamente integráveis. Esta versão do teorema é usado em prova do teorema da inversa de Fourier para uma distribuição temperada (ver abaixo).

### Funções integráveis com transformada de Fourier integrável
O teorema da inversa de Fourier vale para todas as funções contínuas que são absolutamente integráveis (p.ex. L1(ℝn)) com absolutamente integráveis transformadas de Fourier. Isso inclui todas as funções Schwartz, sendo deste modo uma forma mais forte do teorema do que o anterior mencionada. Essas condições têm a vantagem de que as integrais que definem a transformada de Fourier e sua inversa são absolutamente integráveis. Esta condição é a usada acima, na seção de prova.
Uma pequena variante é ignorar a condição de que a função f seja contínua, mas ainda verificar se suas e sua transformada de Fourier são absolutamente integráveis. Então f=g em quase toda parte onde g é uma função contínua, e {\displaystyle } para cada x∈ℝn.

### Funções integráveis em uma dimensão
Definida por parte, suave; uma dimensão
Se a função for absolutamente integrável em uma dimensão (por exemplo, f∈L1(ℝ)) e for definida por partes, suave, então uma versão do teorema da trasnformada inversa funciona. Neste caso, definimos
{\displaystyle }
então para todo x∈ℝ
{\displaystyle }
ex. {\displaystyle } é igual a média dos limites direito e esquerdo de f em x. Note, que nos pontos em que f é contínua, isto simplesmente é igual a f(x).
Uma analogia dimensionalmente superior desta forma do teorema ainda persiste, mas de acordo com Folland (1992), é "bastante delicado e não muito útil".
Definida por partes, contínua; uma dimensão
Se a função for absolutamente integrável em uma dimensão (por exemplo, f∈L1(ℝ)), mas apenas por partes, contínua, então o teorema inverso de Fourier ainda é utilizavel. Neste caso, a integral da trasnformada inversa de Fourier é definida com o auxílio de uma função suave em vez de uma função cortante afiada; especificamente, definimos
{\displaystyle }
A conclusão do teorema, em seguida, é a mesma que para o definido por partes, continuo, caso discutido acima.
Contínua; qualquer número de dimensões
Se f é contínua e absolutamente integrável em ℝn , então o teorema inverso de Fourier ainda persiste enquanto definirmos a transformada inversa como uma função suave com um corte p.ex.
{\displaystyle }
A conclusão é agora simplificada para todo x∈ℝn
{\displaystyle }
Nenhuma condição de regularidade; qualquer número de dimensões
Se eliminarmos todas as suposições sobre a continuidade de f (definida por partes), e assumirmos, apenas, que é absolutamente integrável, então o teorema ainda funciona. A transformada inversa é novamente definida uma função suave com corte, mas com a conclusão de que 
{\displaystyle }
para quase todo x∈ℝ.

### Funções quadráticas integráveis
Neste caso a transformada de Fourier não pode ser definida diretamente como uma integral pois não pode ser absolutamente convergente, então em vez disso, é definida por densidade de argumento (consulte o artigo da trasnformada de Fourier ). Colocando, por exemplo, 
{\displaystyle }
podemos definir {\displaystyle } onde o limite é tomado na norma de  L2 . A transformada inversa pode ser definida pela densidade da mesma forma ou pela transformada de Fourier, e pelo operador de giro. Temos, então:
{\displaystyle }
para quase todo x∈ℝ.

### Distribuições temperadas
A transformada de Fourier pode ser definida dentro do espaço de distribuições temperadas {\displaystyle } pela dualidade da transformada de Fourier no espaço das funções de Schwartz. Especificamente para {\displaystyle } e para todas as funções de teste {\displaystyle } definimos
{\displaystyle }
onde {\displaystyle } é definida utilizando a fórmula integral. Se f é uma função de L1+L2 , então concorda com a definição normal. Podemos definir a transformada inversa{\displaystyle }, pela dualidade a partir da transformada inversa, nas funções de Schwartz funciona da mesma maneira, ou definindo-o em termos do operador de giro (onde o operador de giro é definido pela dualidade). Temos, então:
{\displaystyle }

## Relação à série de Fourier
Quando se considera a série de Fourier de uma função, é convencionado redimensionar-la de modo que pertença ao intervalo [0,2π] (ou é 2π periódica). Nesta seção, todavia, utilizamos uma convenção incomum fazendo f pertencer a [0,1], ainda que coincidisse com a convenção da transformada de Fourier utilizada aqui.
O  teorema inverso de Fourier é análogo para a convergência da série de Fourier. No caso da transformada de Fourier , temos:
{\displaystyle }
{\displaystyle }
{\displaystyle }
No caso da série de Fourier temos:
{\displaystyle }
{\displaystyle }
{\displaystyle }
Em particular, em uma dimensão k é simplesmente um número inteiro e a soma é executado de −∞ a ∞.

## Aplicações

Alguns problemas, tais como certas equações diferenciais, tornam-se mais fáceis de resolver quando a transformada de Fourier é aplicada. Nesse caso, a solução para o problema original é recuperado usando a inversa de Fourier.

Em aplicações da transformada de Fourier, o teorema da inversa de Fourier, muitas vezes, desempenha um papel fundamental. Em muitas situações, a estratégia básica é aplicar a transformada de Fourier, executando alguma operação ou simplificação e, em seguida, aplicando a inversa da transformada de Fourier. 
De forma mais abstrata, o teorema da inversa de Fourier é uma afirmação sobre a transformada de Fourier como um operador (consulte a transformada de Fourier em função de espaços). Por exemplo, o teorema da inversa de Fourier na f∈L2(ℝn) mostra que a transformada de Fourier é um operador unitário em f∈L2(ℝn).

## Propriedades da transformada inversa
A inversa de Fourier é extremamente semelhante a transformada original de Fourier: como discutido acima, difere apenas na aplicação de um operador de giro. Por este motivo as propriedades da transformada de Fourier persistem para a inversa de Fourier, tais como o teorema de Convolução e o tensor de Riemann–Lebesgue lema. 
Tabelas de transformadas de Fourier podem ser facilmente utilizadas para a transformada inversa de Fourier, por comporem a função com o operador de giro. Por exemplo, olhando a transformada de Fourier da função rect vemos que:
{\displaystyle }
O correspondente para a transformada inversa é:
{\displaystyle }

## Prova
A prova utiliza alguns fatos.
1. Se η∈ℝn e g(x) = e2πix⋅ηf(x), então{\displaystyle }.
2. Se a∈ℝ e g(x) = f(ax), então {\displaystyle }.
3. Para f e g em L1(ℝn), o teorema de Fubini implica que {\displaystyle }.
4. Definir φ(x):=e−π|x|2; em seguida, {\displaystyle }
5. Definir φε(x):=φ(x/ε)/εn. Em seguida, com ∗ denota convolução, φε é uma aproximação à identidade: para qualquer contínua f∈L1(ℝn) e o ponto x∈ℝn, limε→0φε∗f(x)=f(x) (onde a convergência é ponto fixo).

Primeiro note que, uma vez que, por hipótese, {\displaystyle }, então segue-se pela teorema da convergência dominada que
{\displaystyle }
Defini-se g(ξ)=e−πε2|ξ|2+2πix⋅ξ. A aplicação dos fatos 1, 2 e 4 obtemos
{\displaystyle }
Usando o fato 3 acima sobre f e g temos
{\displaystyle }
a convolução de f com uma identidade aproximada. Mas desde que f∈L1(ℝn) o fato 5 diz que
{\displaystyle }
Juntando os fatos acima temos que
{\displaystyle }